# روبرتا أليسون
روبرتا أليسون (بالإنجليزية: Roberta Alison)‏ هي لاعب كرة مضرب أمريكية، ولدت في 13 ديسمبر 1943، وتوفيت في 20 مارس 2009 في UAB Hospital ‏ في الولايات المتحدة.